# Kanal kroz Vislansku prevlaku
Kanal kroz Vislansku prevlaku (službeni naziv brodski kanal Nowy Świat, polj. Kanał żeglugowy Nowy Świat) je kanal preko poljskog dijela Vislanske prevlake koji stvara drugu vezu između Vislanskog i Gdanjskog zaljeva. Omogućuje brodovima ulazak u Vislansku lagunu i luku Elbląg bez oslanjanja na ruski Baltijski tjesnac, čime se štedi 100 km putovanja. Njegova gradnja započela je u veljači 2019. Dug je 1305 m i omogućuje brodove gaza do 4 m, duljine do 100 m i širine do 20 m.
Kanal je službeno otvoren 17. rujna 2022. Daljnji radovi će se nastaviti.
Kanal se nalazi između sela Skowronki i Przebrno, na mjestu napuštenog naselja Nowy Świat, otuda i njegov službeni naziv.

## Radovi
Glavna djela uključuju:
- Izgradnja prednjeg dijela lukobrana na strani Gdanjskog zaljeva, korištenjem 10 000 betonskih blokova[5]
- Izgradnja plovnog kanala zajedno sa svom infrastrukturom, uključujući prevodnice
- Nove ceste i dva pokretna mosta
- Izgradnja umjetnog otoka u Vislanskoj laguni

Radovi su započeli u veljači 2019. sječom drveća koja je završena tijekom 15. – 20. veljače 2019. Sječa i uklanjanje raslinja trebalo je završiti do kraja ožujka.
Početak izgradnje umjetnog otoka najavljen je 30. svibnja 2020. godine. Predviđena je površina od oko 180 hektara i predviđeno je da bude stanište ptica. Njegovo privremeno ime je Aestijski otok, odabrano je anketom i treba biti formalno odobreno.
Prvi od dva mosta preko kanala, južni, dovršen je u lipnju 2021. Nalazi se na cesti koja povezuje Krynicu Morsku i Stegnu.

## Troškovi
U listopadu 2019. potpisan je ugovor s poljsko-belgijskim konzorcijem za izgradnju kanala po cijeni od 992 milijuna PLN (230 milijuna eura). Očekuje se da će ukupni trošak projekta biti 2 milijarde PLN.

## Sporna pitanja
Rusija se oštro usprotivila kanalu iz ekoloških i sigurnosnih razloga, tvrdeći da, budući da bi kanal mogao omogućiti ratnim brodovima NATO-a da uđu u Vislansku lagunu bez prolaska blizu ruskih vojnih objekata u Baltijsku, to predstavlja izravnu prijetnju sigurnosti Kalinjingrada i Rusije.
Zabrinutost za okoliš izrazili su aktivisti za zaštitu okoliša u Europi i Poljskoj, što nije zaustavilo projekt. 
Morska biologinja dr. Agata Błaszczyk izražava zabrinutost povezanu s fosforom nakupljenim u sedimentima na dnu lagune, prvenstveno iz tehničkih otpadnih voda iz industrijskih objekata u području Elbląga, iz otpadnih voda iz stočarskih farmi i iz gnojiva koje dolaze slivnim vodama, koja doprinose eutrofikaciji gotovo zatvorene lagune što rezultira jakim cvjetanjem cijanobakterija, koje zauzvrat doprinose cvjetanju algi u laguni, dajući joj izrazito zelenkastu boju u usporedbi s ostatkom Baltičkog mora. Očekuje se da će novi plovni put pridonijeti pokretljivosti sedimenata, što bi moglo rezultirati promjenama u ekologiji susjednih područja Baltičkog mora s nepoznatim posljedicama. Zabrinjava to što su cijanobakterije u laguni drugačije od onih u otvorenom moru, s većom toksičnošću.

## Vanjske poveznice
YouTube videozapisi o kanalu Visla Spit:
- "Kanal Vistula Spit i njegove geopolitičke posljedice| Kapetan (N) Dariusz R. Bugajski" (na poljskom) preuzeto 11. ožujka 2023.
- Przekop Mierzei Wiślanej 23.01.2020 [Iskopanje na Vislinskoj pljuska 23.01.2020], Żuławy TV
- Youtube pretraga za "Przekop Mierzei Wiślanej "